# Élmer Mendoza
Pour les articles homonymes, voir Mendoza.
Élmer Mendoza, né le 6 décembre 1949 à Culiacán, au Mexique, est un écrivain et dramaturge mexicain, auteur de roman policier.

## Biographie
Après l'obtention d'un diplômé d'ingénieur de l'Université nationale autonome du Mexique, il décide de se consacrer à l'écriture, tout en étant professeur à l'Universidad Autónoma de Sinaloa.
Il publie d'abord une série de longues nouvelles et des recueils de contes, avant de se lancer dans le roman policier avec Un asesino solitario (1999), un récit qui décrit sans concession le monde des narcotrafiquants qui se servent de tueurs à gages pour éliminer les politiciens qui refusent le système de la corruption. Le même milieu est évoqué dans El amante de Janis Joplin (2001), qui raconte la fuite sans espoir d'un joueur de baseball pourchassé par des caïds de la drogue. Dans Balles d'argent (Balas de plata, 2008), l'inspecteur Edgar Mendieta, alias Zurdo, le Gaucher, enquête sur le meurtre de Bruno Canizales, un avocat en vue décrié pour sa vie dissolue et fils d'un ancien ministre de l'Agriculture. Bientôt, le policier zélé suspecte le cartel de la drogue de multiplier les assassinats pour favoriser certains candidats corrompus avant les élections.

## Œuvre

### Romans
- Un asesino solitario (1999)
- El amante de Janis Joplin (2001) - Prix national de littérature José Fuentes Mares Publié en français sous le titre L’Amant de Janis Joplin, traduit par François Gaudry, Paris, Métailié coll. « Métailié  noir », 2020  (ISBN 979-10-226-1068-1)
- Efecto tequila (2004)
- Cóbraselo caro (2005)
- Balas de plata (2008) Publié en français sous le titre Balles d'argent, traduit par Isabelle Gugnon, Paris, Gallimard coll. « Série noire », 2011  (ISBN 978-2-07-012580-7)
- La prueba del ácido (2010) Publié en français sous le titre L'Épreuve de l'acide, traduit par René Solis, Paris, Métailié coll. « Bibliothèque hispano-américaine », 2014  (ISBN 978-2-86424-951-1)
- Nombre de perro (2012)
- El misterio de la orquídea Calavera (2014)

### Contes et nouvelles
- Mucho que reconocer (1978)
- Quiero contar las huellas de una tarde en la arena (1984)
- Cuentos para militantes conversos (1987)
- Trancapalanca (1989)
- El amor es un perro sin dueño (1991)
- Firmado con un klínex (2009)

### Chroniques
- Cada respiro que tomas (1992)
- Buenos muchachos (1995)

### Théâtre
- ¿Viste la película de Pink Floyd?
- Enciende mi fuego
- Fuera seconds
- El flautista de Hamelín
- El viaje de la tortuga Panza Rosa

## Prix et distinctions notables
- Prix national de littérature José Fuentes Mares (es) en 2001 pour El amante de Janis Joplin.
- Nomination au prix Hammett en 2005 pour Efecto tequila.

## Sources
- Claude Mesplède (dir.), Dictionnaire des littératures policières, vol. 2 : J - Z, Nantes, Joseph K, coll. « Temps noir », 2007, 1086 p. (ISBN 978-2-910-68645-1, OCLC 315873361), p. 349.